# Muraltia empetroides
Muraltia empetroides là một loài thực vật có hoa trong họ Polygalaceae. Loài này được Chodat mô tả khoa học đầu tiên.